# Mathias Lohninger
Mathias Lohninger (15. března 1819 – 6. listopadu 1882 Mislinja) byl rakouský podnikatel a politik německé národnosti ze Štýrska, v 2. polovině 19. století poslanec Říšské rady.

## Biografie
Byl měšťanem a majitelem nemovitostí ve Vídni. Patřil mu statek a železnárny ve štýrském Mißlingu (nyní Mislinja ve Slovinsku). Byl členem zemědělských společností ve Vídni a Štýrském Hradci, členem vedení Erste österreichische Spar-Casse a důvěrníkem hypotečního oddělení Národní banky. Ve svých železárnách prosazoval nové metody výroby litiny.
Po obnovení ústavní vlády se zapojil i do politiky. V roce 1861 se stal poslancem Štýrského zemského sněmu. Zemský sněm ho roku 1861 delegoval i do Říšské rady (tehdy ještě volené nepřímo) za Štýrsko (kurie venkovských obcí). K roku 1861 se uvádí jako statkář, bytem v Mislinji a Stattenbergu. Opětovně byl zemským sněmem do Říšské rady delegován v roce 1867, nyní za kurii měst a tržních osad. Do vídeňského parlamentu se pak po delší přestávce vrátil po volbách do Říšské rady roku 1879 (poté co zemřel poslanec Ernst Leopold von Kellersperg), nyní za velkostatkářskou kurii ve Štýrsku. Angažoval se v debatách o reformě daní a podporoval výstavbu železničních tratí a rozvoj průmyslu.
Profiloval se jako německý liberál (tzv. Ústavní strana). Na Říšské radě se v říjnu 1879 uvádí jako člen staroněmeckého Klubu liberálů (Club der Liberalen).
V únoru 1866 se stal, ač německé národnosti, okresním starostou v převážně etnicky slovinském okrese Slovinský Hradec (Windischgratz).
Zemřel v listopadu 1882.